# صوف معاد تدويره
الصوف المعاد تدويره أو الشَوْديّ هو أي نسيج صوفي أو خيوط مصنوعة عن طريق تمزيق القماش الموجود وإعادة غزل الألياف الناتجة.